# 김영환 (1912년)
김영환(金英煥, 1912년 4월 8일~?)은 대한민국의 정치인이다. 제5대 국회의원(무소속, 충남 홍성군)을 역임했으며 1960년 8월 23일부터 1961년 5월 20일까지 대한민국 제12대 법무부차관을 지냈다.

## 역대 선거 결과
|  | 19.86% |

|  | 22.18% |